# 3C 236
3C 236 is een Fanaroff en Riley klasse II (FR II) radio-sterrenstelsel. Het is een van de grootst bekende radio-sterrenstelsels. Ten tijde van de ontdekking was het de op een na grootst bekende in het universum.